# Otto Dambach
Otto Wilhelm Rudolf Dambach, född 16 december 1831 i Querfurt, död 18 maj 1899 i Berlin, var en tysk jurist.
Dambach verkade som extra ordinarie professor i straff-, folk- och statsrätt vid Berlins universitet och överpostråd vid rikspoststyrelsen, varjämte han var ledamot på livstid av preussiska herrehuset och kronans ombudsman. 
Dambach ansågs för den förnämsta auktoriteten i Preussen rörande frågorna om litterär, artistisk och industriell äganderätt, och han gjorde utkasten till lagar på detta område. Han avfattade även tyska rikspostlagen av den 28 oktober 1871.